# Le Médecin (mensuel)
Pour les articles homonymes, voir Médecin (homonymie).
Le Médecin est un périodique du Groupement médical corporatif rattaché à l'Union des corporations françaises publié de 1926 à 1934, traitant de médecine et du corps médical.

## Présentation
Paul Guérin, docteur interne des hôpitaux de Paris, responsable parisien de l'Action française et auteur d'une thèse « L’État contre le médecin, vers une renaissance corporative » soutenue à Paris en 1928, et dédiée à Charles Maurras, est un des rédacteurs du journal Le Médecin.
Le docteur Jean François Louis Fanton d'Andon (1869-1959) figure aussi parmi les rédacteurs réguliers.
Le journal est ouvertement maurrassien et relaie notamment les banquets médicaux d'Action française.

## Journalistes
- Jean François Louis Fanton d'Andon
- Paul Guérin
- Jean Lanos
- Édouard Desesquelle
- Albert Maurice Grégoire d'Ayrenx
- Henri Minot
- Louis Frigaux
- Maurice Mordagne
- Raymond Tournay